# Unterseeboot 9 (1935)

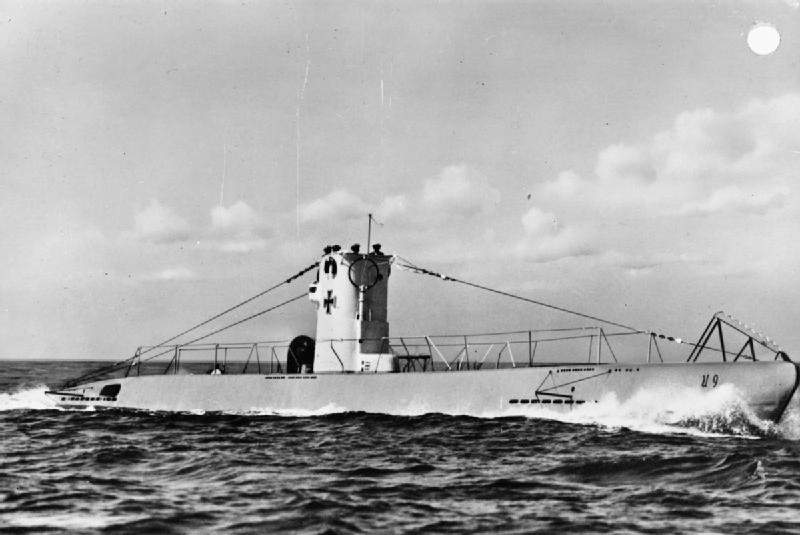
U 9

Unterseeboot 9 (U 9) a fost un submarin german de tip IIB 
(U-boot sau U-boat) care a fost folosit în cel de-al Doilea Război Mondial. Pentru o perioadă, portul său de bază a fost Constanța, România.